# کمیته کاهان
کمیته کاهان (ועדת כהן) در ۲۸ سپتامبر ۱۹۸۲ (میلادی) توسط دولت اسرائیل برای رسیدگی و بررسی کشتار صبرا و شتیلا تشکیل شد. 
این کمیته به ریاست اسحاق کاهان (יצחק כהן) رئیس دادگاه عالی اسرائیل مسوول جمع‌آوری دلایل و مدارک در خصوص نیروهای فالانژ لبنانی بود. این کمیته مستقل متشکل از سه عضو و تحت عنوان کمیته کاهان در نتایج تحقیقاتش آریل شارون را یکی از مسوولان کشتار صبرا و شتیلا معرفی کرد.
ژنرال رفائیل ایتان، رئیس ستاد مشترک ارتش اسرائیل در آن زمان در اظهاراتش در برابر این کمیته گفته بود: «حمله شبه نظامیان فالانژ به داخل دو اردوگاه صبرا و شتیلا با موافقت من و شارون صورت گرفت».